# Dušan-Vladislav Paždjerski
Dušan-Vladislav Paždjerski, (cyr. Душан-Владислав Пазђерски, ur. 21 marca 1967 w Zenicy) – serbski językoznawca, dr hab. nauk humanistycznych, profesor uczelni i dyrektor Instytutu Studiów Klasycznych i Slawistyki Wydziału Filologicznego Uniwersytetu Gdańskiego.

## Życiorys
Syn Lecha Paździerskiego. Ukończył studia slawistyczne na Uniwersytecie Belgradzkim. W 2004 r. obronił pracę doktorską pt. Słowniki przekładowe serbsko-chorwacko-polskie i polsko-serbsko-chorwackie. Analiza warsztatu leksograficznego i zasobów leksykalnych, której promotorem był prof. Bogdan Walczak, w 2013 r. habilitował się na podstawie pracy zatytułowanej Język serbski i kaszubski. Zagadnienia normy językowej. Został zatrudniony na stanowisku adiunkta w Katedrze Slawistyki na Wydziale Filologicznym i Historycznym Uniwersytetu Gdańskiego.
Był profesorem nadzwyczajnym i kierownikiem w Katedrze Slawistyki na Wydziale Filologicznym Uniwersytetu Gdańskiego.
Jest profesorem uczelni i dyrektorem Instytutu Studiów Klasycznych i Slawistyki Wydziału Filologicznego Uniwersytetu Gdańskiego, a także członkiem Rady Dyscypliny Naukowej – Językoznawstwa Uniwersytetu Gdańskiego.